# Палайчев, Юрий Андреевич
Юрий Андреевич Палайчев (7 марта 1953, Ростов-на-Дону) — российский современный художник.

## Биография
Родился 7 марта 1953 года в Ростове-на-Дону.
С 1974 по 1979 год учился на худграфе Ростовского педагогического института (преподаватели В. И. Бегма, Е. Я. Покидченко, А. И. Романенко). С 1988 по 1990 входил в товарищество «Искусство или смерть».
В 1998 году перебрался в Нью-Йорк, США. Сотрудничал с нью-йоркской галереей «Agora». В 2002 году вернулся в Россию.
Живёт и работает в Ростове-на-Дону.

## Персональные выставки
- 2019 — «Юрий Палайчев». Галерея «Ростов», Ростов-на-Дону.[4]
- 2016 — «Гуд бай, Америка». «М-галерея», Ростов-на-Дону.[5][6]
- 2013 — «Метаморфозы женщины». Ростов-на-Дону.
- 2005 — «Ростовскому андеграунду 20 лет». Галерея «Март», Ростов-на-Дону.[3][7]
- 2004 — «Тьмать светвь». Belle этаж, Ростов-на-Дону.
- 2001 — «Expressions of Reality» (персональная выставка). Agora Gallery, SOHO, Нью-Йорк, США.
- 1998 — «Безмятежные сны юной медузы». Новая русская галерея, Ростов-на-Дону.
- 1996 — «Иллюзия сопротивления». Дом кино, Ростов-на-Дону.
- 1994 — «Поход к радуге». Дом кино, Ростов-на-Дону.

## Групповые выставки
- 2016 — «Полоски/strips». «М-галерея», Ростов-на-Дону.
- 2009 — «Ремейк». «М-галерея», Ростов-на-Дону.
- 2007 — Мемориальная акция «Выход Боевого Слона». Дом актёра, Ростов-на-Дону.
- 2001 — Выставка художников галереи «Agora». Agora Gallery, SOHO, Нью-Йорк, США.
- 1999 — «Erotica show. Contemporary Russin Art» (куратор Alexander Borosky). Zalman Gallery, Нью-Йорк, США.
- 1998 — «Современное Русское искусство». Цюрих, Швейцария.
- 1993 — «Современное Русское искусство». Дортмунд, Германия.
- 1989 — «Выставка молодых художников социалистических стран». Москва.
- 1989 — «Выставка, которая не считается потому что все очень плохо». Гостиница «Юность», Москва.
- 1989 — «Италия имеет форму сапога». Выставочный зал Союза художников на Набережной, Ростов-на-Дону.
- 1989 — Биеннале. Русский павильон. София, Болгария.
- 1988 — Всесоюзная выставка молодых художников, Москва.
- 1988 — «Провинциальный авангард». Кооперативный туалет «Прогресс» (пер. Газетный — ул. Энгельса), Ростов-на-Дону.
- 1988 — «Жупел». Выставочный зал Союза художников на ул. Горького, Ростов-на-Дону.
- 1988 — «Однодневная выставка». ДК завода «Прибой», Таганрог.
- 1987 — «Художники Ростова-на-Дону». Гера, Германия.